# Eugene Ansah
Eugene Ansah (Accra, 16 december 1994) is een Ghanees voetballer die als aanvaller speelt.

## Clubcarrière
Ansah debuteerde voor Sporting Lokeren tijdens het seizoen 2013/14 in de Jupiler Pro League. Daarna speelde in Israël.

## Statistieken
| Seizoen | Club                  | Land   | Competitie    | Wed. | Goals |
| ------- | --------------------- | ------ | ------------- | ---- | ----- |
| 2013/14 | Sporting Lokeren      | België | Eerste klasse | 10   | 1     |
| 2014/15 | Sporting Lokeren      | België | Eerste klasse | 11   | 2     |
| 2015/16 | Sporting Lokeren      | België | Eerste klasse | 11   | 1     |
| 2015/16 | → Lommel United       | België | Tweede klasse | 13   | 2     |
| 2016/17 | Sporting Lokeren      | België | Eerste klasse | 4    | 0     |
| 2017/18 | Beitar Tel Aviv Ramla | Israël | Liga Leumit   | 29   | 10    |
| 2018/19 | Beitar Tel Aviv Ramla | Israël | Liga Leumit   | 14   | 5     |
| Totaal  | Totaal                | Totaal | Totaal        | 92   | 21    |